# Anafură

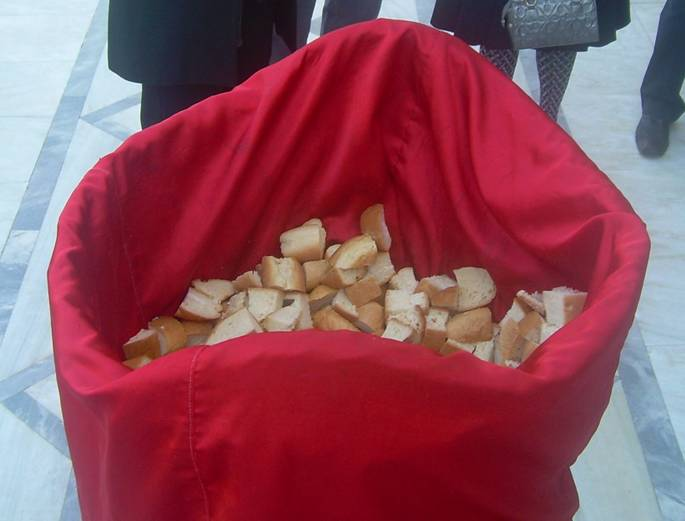
Anafură

Anafura s.f. bucățele mici de pâine sau de prescură binecuvântate, care se împart credincioșilor după ce se împărtășesc cu cu Trupul și Sângele Domnului, precum si la sfârșitul sfintei Liturghiii celor care nu s-au împărtășit; se ia pe nemâncate.
Var. : anaforă, nafură, dinslavonescul (a)naforă, (gr. anaforă).